# Tamiops swinhoei
Tamiops swinhoei är en däggdjursart som först beskrevs av Milne-Edwards 1874. Tamiops swinhoei ingår i släktet Tamiops och familjen ekorrar. Internationella naturvårdsunionen kategoriserar arten globalt som livskraftig.
Inga underarter finns listade i Catalogue of Life. Wilson & Reeder (2005) skiljer mellan 4 underarter. Artpitetet i det vetenskapliga namnet hedrar den brittiska naturforskaren Robert Swinhoe.
Arten blir ungefär 10 cm lång (huvud och bål) och väger cirka 60 g. Den har liksom andra medlemmar av samma släkte tre gulaktiga längsgående strimmor på ryggen men de är inte lika tydliga. Allmänt är pälsen tät och brunaktig.
Denna ekorre förekommer i Kina och i angränsande områden av Myanmar och Vietnam. Den vistas i bergstrakter som ligger 1000 till 3900 meter över havet. Habitatet utgörs av skogar, buskskogar och trädgårdar.
Individerna klättrar i växtligheten och vilar i trädens håligheter. De är aktiva på dagen och syns ofta i grupper men mellan gruppens medlemmar sker sällan sociala aktiviteter. Födan utgörs huvudsakligen av frön och dessutom äter arten nektar och andra växtdelar. Frön lagras ofta i gömmor som reserv för den kalla årstiden. Honor har vanligen två kullar per år och en kull har i genomsnitt 3,25 ungar.